# Pseudoliropus vanus
Pseudoliropus vanus är en kräftdjursart som beskrevs av Diana R. Laubitz 1970. Pseudoliropus vanus ingår i släktet Pseudoliropus och familjen Caprellinoididae. Inga underarter finns listade i Catalogue of Life.